# Red Global de Renta Básica
La Red Global de Renta Básica (en inglés Basic Income Earth Network, BIEN), es una red de académicos y activistas interesados en la idea de una renta básica, un ingreso mínimo basado únicamente en el hecho de ser ciudadano y no relacionado con la caridad ni el trabajo.
Formado en 1986 y hasta 2004 bajo el nombre de Red Europea de Renta Básica (Basic Income European Network), tuvo su primera conferencia internacional en Louvain-la-Neuve, en septiembre de ese año. Desde 1988 publicaban tres informes  al año, hoy en día sustituido por una newsletter electrónica que aparece en su página. Las personas encargadas de la secretaría han sido Walter van Trier (1986-1994), Philippe van Parijs (1994-2004) y David Casassas (2004 - 2014). 
Desde 2002, la sección de la Basic Income Earth Network en España es la Red Renta Básica.